# تشونغهيون ملكة جوسون
الملكة تشونغهيون (بالهانغل: 정현왕후، وبالهانجا: 貞顯王后، وهي من عشيرة ين بابيونغ 파평 윤씨) ولدت في 21 يوليو 1462 وماتت في 13 سبتمبر 1530. هي الزوجة الثالثة للملك سونغجونغ ملك سلالة جوسون، ووالدة الملك جنغجونغ. أصبحت ملكة في سنة 1479 بعد نفي الملكة ين.

## العائلة
- الجد الثاني: يُن غون (윤곤 / 尹坤).
  - الجد: يُن سام سان (윤삼산 / 尹三山).
  - الجدة: ابنة إي وون (이원 / 李原) من عشيرة إي غوسونغ (고성 이씨).
    - الأب: يُن هو (윤호 / 尹壕).
    - الأم: السيدة يونان (연안 / 延安).
      - أخ: ين أون رو (윤은로 / 尹殷老).
      - أخ: ين تانغ رو (윤탕로 / 尹湯老).

### الأسرة
- والد الزوج: الملك دوكجونغ، ملك بعد الوفاة (덕종대왕 / 德宗大王).
- والدة الزوج: الملكة سوهي (소혜왕후 / 昭惠王后).
  - الزوج: الملك سونغجونغ (성종대왕 / 成宗大王).
    - ابن بالتبني: الملك يونسان المخلوع (연산군 / 燕山君).
    - زوجة الابن بالتبني: الملكة شن المخلوعة (폐비 신씨 / 廢妃 愼氏).
    - الابنة الأولى: الأميرة سنسك الملكية (순숙공주 / 順淑公主).
    - الابنة الثانية: الأميرة شنسك الملكية (신숙공주 / 愼淑公主).
    - الابن الوحيد: الملك جنغجونغ (중종대왕 / 中宗大王).
    - زوجة الابن الأولى: الملكة دانغيونغ (단경왕후 / 端敬王后).
    - زوجة الابن الثانية: الملكة جانغيونغ (장경왕후 / 章敬王后).
      - حفيد: الملك إنجونغ (인종대왕 / 仁宗大王).

    - زوجة الابن الثالثة: الملكة منجونغ (문정왕후 / 文定王后).
      - حفيد: الملك ميونغجونغ (명종대왕 / 明宗大王).

## التصوير الحديث

### مسلسلات
- أوركيد الحياة من قناة MBC في سنة 1985، وقامت بدورها: تشوي ميونغ غل.
- هان ميونغ هوي من قناة KBS في سنة 1994، وقامت بدورها: تشو من هي.
- جانغ نوك سو من قناة KBS في سنة 1995، وقامت بدورها: باك يونغ غوي.
- جو غوانغ جو من قناة KBS في سنة 1996، وقامت بدورها: كم جا أوك.
- الملك والملكة من قناة KBS بين سنة 1998 وسنة 2000، وقامت بدورها: ين جي سك.
- نساء القصر من قناة SBS بين سنة 2001 وسنة 2002، وقامت بدورها: إي بو هي.
- جوهرة القصر من قناة MBC بين سنة 2003 وسنة 2004، وقامت بدورها: أوم يو شن.
- الملك وأنا من قناة SBS بين سنة 2007 وسنة 2008، وقامت بدورها: إي جن.
- الملكة إنسو من قناة JTBC بين سنة 2011 وسنة 2012، وقامت بدورها كل من غو جونغ من، وهان بو باي.

### الأفلام
- مذكرات الملك يونسان في سنة 1988، وقامت بدورها: بان هيو جونغ.